# بلانجي سور تيرنويس
بلانجي سور تيرنويس (بالفرنسية: Blangy-sur-Ternoise)‏ هي بلدية تقع في إقليم باد كاليه من منطقة نور با دو كاليه في شمال فرنسا. تبلغ مساحة هذه المدينة 11.61 (كم²)، وترتفع عن سطح البحر 44 م، يبلغ عدد سكانها 738 نسمة حسب إحصاء المعهد الوطني للإحصاء والدراسات الاقتصادية سنة 2009 م. وترأس Michel Massart البلدية خلال فترة (2008-2014).